# Hof van Vollenhove
Het Hof van Vollenhove was een middeleeuwse hofstede aan het huidige Bethlehemkerkplein in de Nederlandse stad Zwolle. Het hof werd in begin 14e eeuw bewoond door de kanunnik Bernardus van Vollenhoven, deken van de kapittelkerk van Sint Lebuïnus te Deventer. Hij stichtte omstreeks 1309 in deze woning een priorij van het Bethlehemklooster te Doetinchem. Het complex groeide uit tot het Klooster Bethlehem.